# ナーランダ大学
ナーランダ大学（Nalanda University、ナーランダ国際大学;Nalanda International University）は、インド、ビハール州の歴史的都市ラージギールにある、国際的な研究大学。この大学は、5世紀から13世紀にかけて存在していた有名な古代ナーランダ僧院に倣って、国会立法によって設立された。
2007年に開催された東アジアサミットでは、中国、シンガポール、日本、マレーシア、ベトナム、オーストラリア、ニュージーランドといったアジア諸国を中心に、ナーランダ大学復活の構想が承認され、インド政府の旗艦プロジェクトの一つとして位置づけられている。国会によって「国家的に重要な国際機関」に指定されて、2014年9月1日から第1期の授業を開始した。当初は、ラジギールに仮設施設を設置していたが、2021年末までに160ヘクタール（400エーカー）に及ぶ近代的なキャンパスが完成する予定である 。 このキャンパスが完成すれば、インド最大、アジア最大級の規模となる。
初代学長にはノーベル賞受賞者のアマルティア・セン、その後、元シンガポール外務大臣のジョージ・ヨーが就任している。ナーランダはもっぱら大学院であり、現在は修士課程と哲学博士課程を提供している。